# Meriola decepta
Espèce
Synonymes
- Trachelas parvulus Banks, 1898
- Meriola inornata Banks, 1901
- Meriola decepta floridana Chamberlin & Ivie, 1935

Meriola decepta est une espèce d'araignées aranéomorphes de la famille des Trachelidae.

## Distribution
Cette espèce se rencontre au Canada, aux États-Unis, au Mexique et au Guatemala,.
Elle a été introduite en Colombie, en Équateur, au Pérou et au Brésil.

## Description
Les mâles mesurent en moyenne 3,61 mm et les femelles 3,78 mm.

## Publication originale
- Banks, 1895 : « A list of the spiders of Long Island; with descriptions of new species. » Journal of the New York Entomological Society, vol. 3, p. 76-93 (texte intégral).